# Serra de Son Torrella
La serra de Son Torrella és una serralada situada en ple centre de la Serra de Tramuntana de Mallorca.
Rep el nom de la possessió de Son Torrella, que es troba al peu del Puig Major.
El massís és molt abrupte i conforma una gran serralada al llarg dels seus més de deu quilòmetres de longitud. Divideix els termes municipals de Fornalutx (als peus d'aquesta) i Escorca. Precisament, la coma de Son Torrella pertanyent a Escorca forma un petit altiplà amb el mateix nom, a més de vuit-cents metres d'altitud, i resulta ser el lloc més plujós de tot l'arxipèlag balear, que pot arribar a acumular més de 2.000 litres per metre quadrat de pluja anuals. La Serra de Son Torrella va des dels voltants del Puig Major (concretament des de la Coma de n'Arbona) fins al Portell de la Costa, proper al Barranc de Biniaraix. Entre la fora interessant s'ha l'aristolòquia de Bianor, una flor endèmica de Mallorca.
La seva altitud va decreixent conforme s'allunya del Puig Major, des dels 1200 metres en el seu tram inicial fins als 100 m prop del Portell de la Costa. Consta d'alguns promontoris singulars, com és el cas del Penyal Xapat.
Pels excursionistes, la seva travessa és considerada com una de les rutes més dures que poden fer-se en la muntanya mallorquina, ja que els seus innombrables penya-segats i els seus camins de roca inestable converteixen en tota una feta el poder recórrer-la: es necessiten un mínim de cinc hores.